# 宜昌飘拂草
宜昌飘拂草（学名：Fimbristylis henryi），为莎草科飘拂草属下的一个植物种。